# Goure
Goure hay Gouré là một thị trấn ở vùng Zinder, Niger.

## Địa lý
Goure nằm cách Zinder khoảng 170 km về phía đông, trên tuyến đường bộ đến Diffa. Vùng đồi Koutous nằm cách đó 40 km về phía bắc.

## Nhân khẩu
Dưới đây là dân số của Goure qua các năm:
| 1970  | 1977  | 1985  | 2001   |
| ----- | ----- | ----- | ------ |
| 2.124 | 7.612 | 8.951 | 13.422 |

## Giao thông
Thị trấn có một sân bay công cộng, với mã ICAO là DRZG.